# Centrales
Centrales o Coscinodiscophyceae sensu lato es un grupo parafilético basal de las algas diatomeas. Son principalmente marinas y suelen contener muchos plastos. El nombre se deriva de la forma céntrica de las valvas o frústulo de la diatomea, lo que le da una simetría radiada. Las valvas a menudo presentan patrones ornamentales de simetría radial que se observan como puntos al microscopio óptico. Algunos presentan también espinas en sus valvas, que pueden o bien aumentar el área de la superficie celular y aumentar la flotabilidad, o actuar como medida disuasoria contra los depredadores del fitoplancton. Al contrario que las diatomeas pennales, las diatomeas centrales nunca presentan rafe (fisura a lo largo del eje longitudinal).

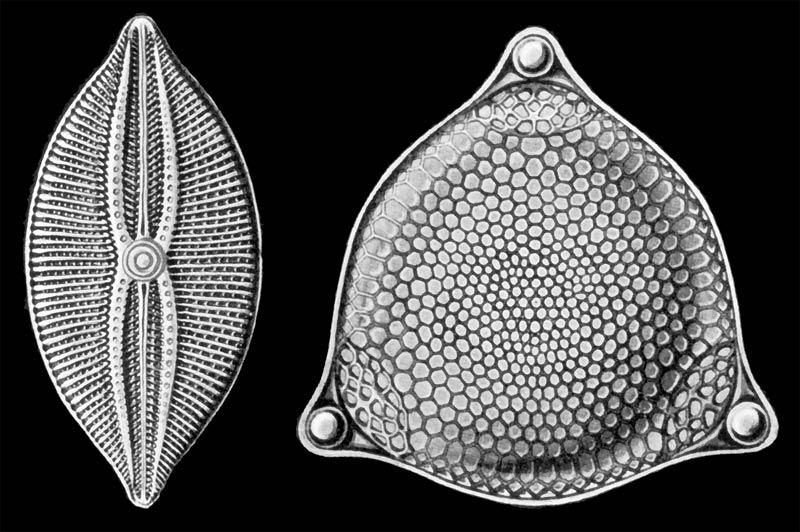
A la derecha una diatomea central comparada con una diatomea pennal. Dibujos de Ernst Haeckel.

En términos del ciclo celular, las células vegetativas son diploides y realizan la mitosis durante la división celular normal. En las especies sexuadas, la meiosis de las diatomeas centrales es oogámica (sin excepción), produciendo gametos haploides, óvulos o espermatozoides uniflagelados. Estos se fusionan originando un zigoto que crece en tamaño para formar una auxospora a partir de la cual se desarrollan las células vegetativas de tamaño adulto.
En algunos esquemas taxonómicos, las diatomeas centrales constituyen la subclase Coscinodiscophyceae, en otros el orden Biddulphiales. Sin embargo, la taxonomía de las diatomeas está sujeta a cambios debido al desarrollo de nuevas herramientas de análisis molecular y genético.

## Galería

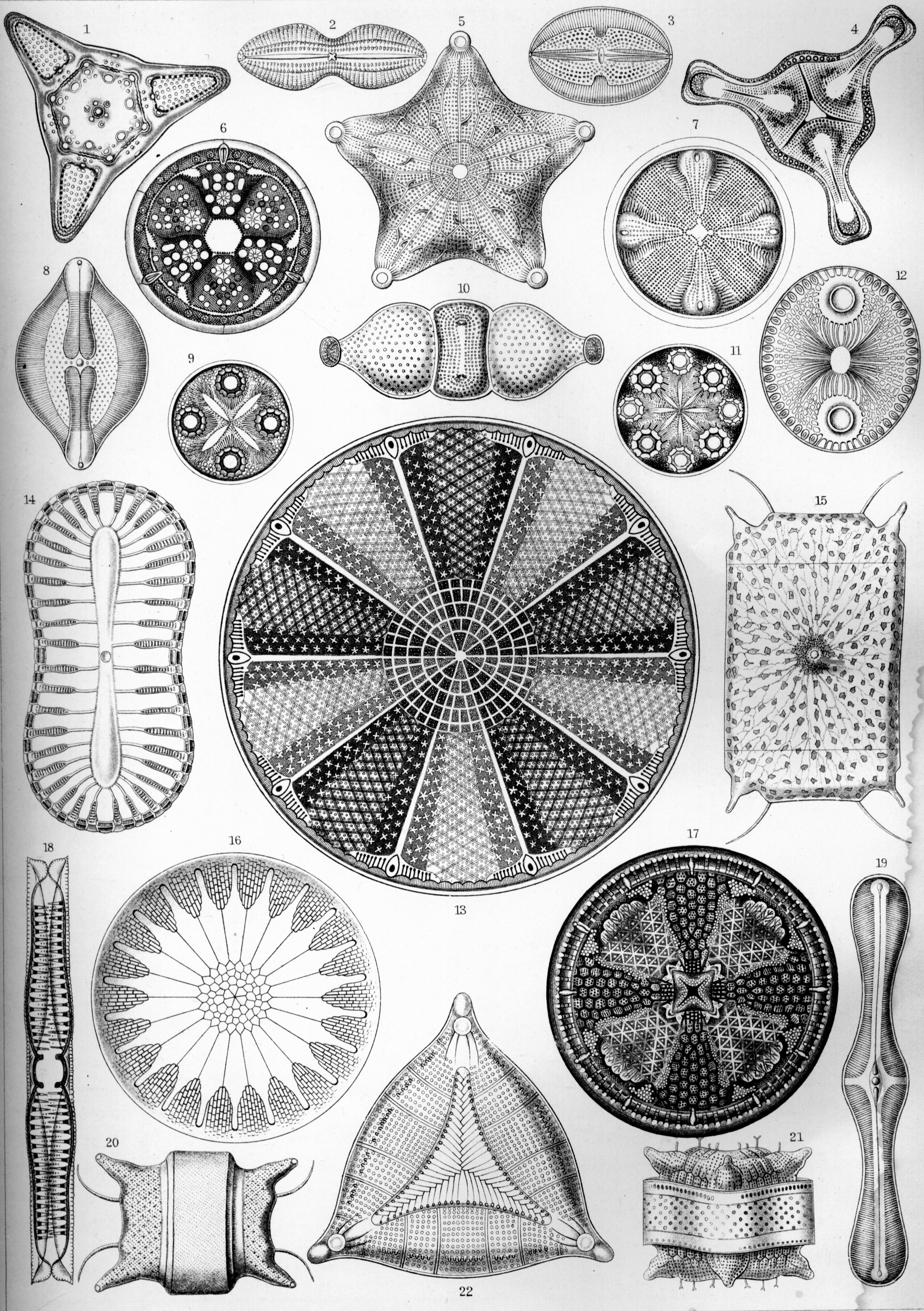
Diatomeas de Haeckel
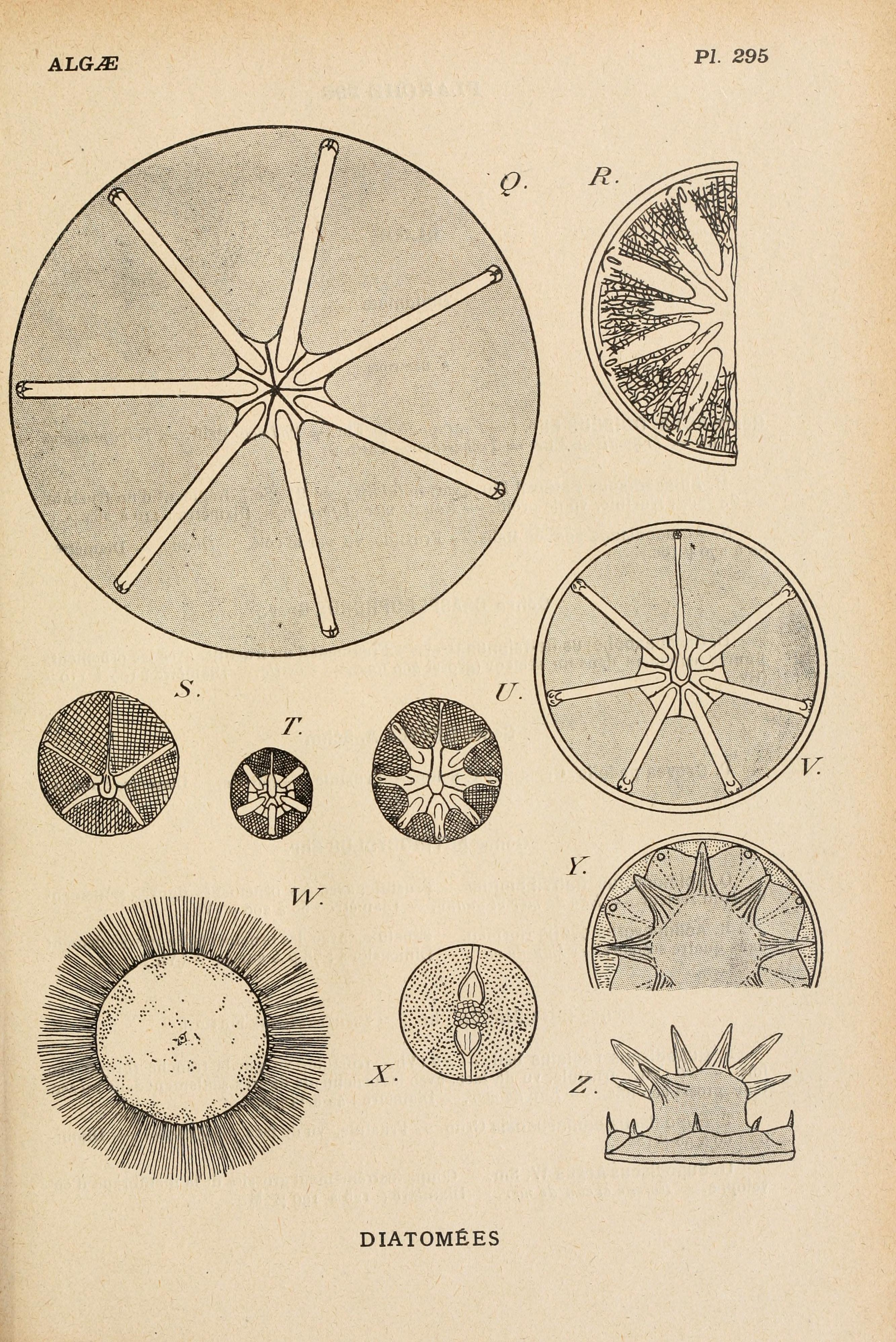
Diatomeas marinas (1825)